# Spodoptera eridania
Spodoptera eridania là một loài bướm đêm thuộc họ Noctuidae. Nó được tìm thấy ở Bắc Mỹ (miền nam US states as far phía tây as Kansas và New Mexico), qua Vùng Caribe và Trung Mỹ vào tới Nam Mỹ (qua Brasil tới Argentina).
Sải cánh dài 33–38 mm. Con trưởng thành bay quanh năm.
Ấu trùng ăn các loài weeds, but prefers Amaranthus khác nhau và Phytolacca americana.

## Hình ảnh

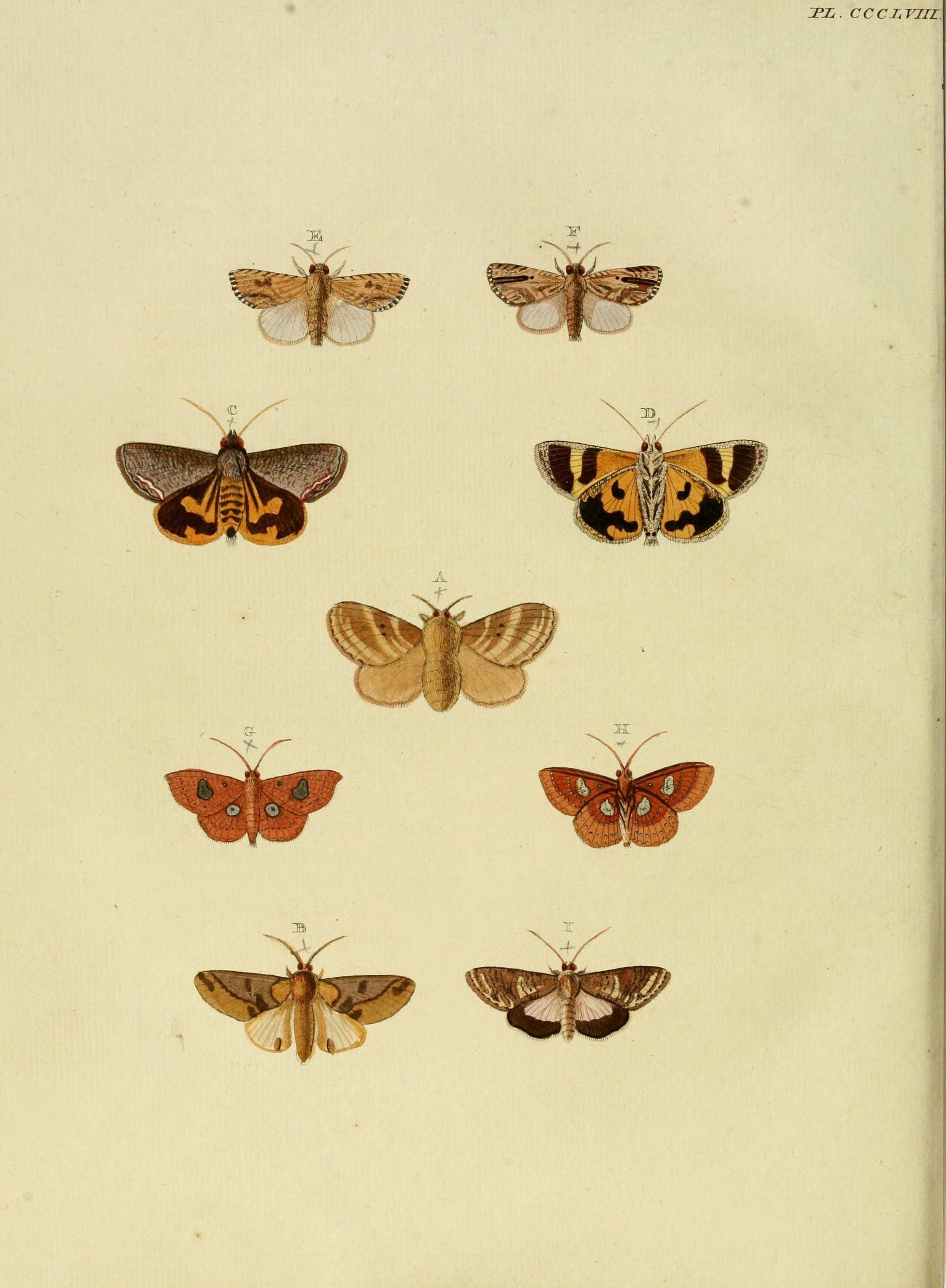
Các mẫu vật
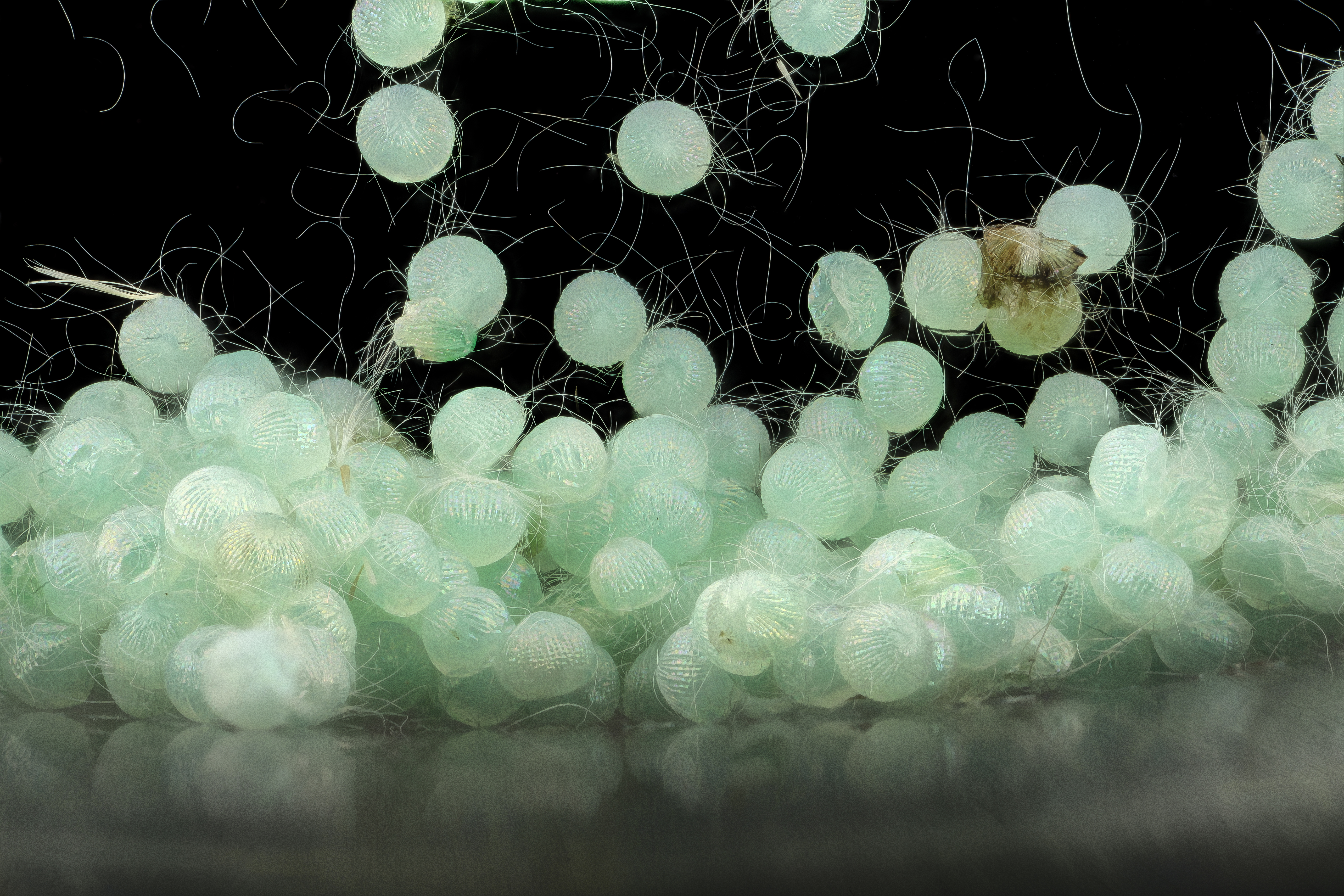
Trứng
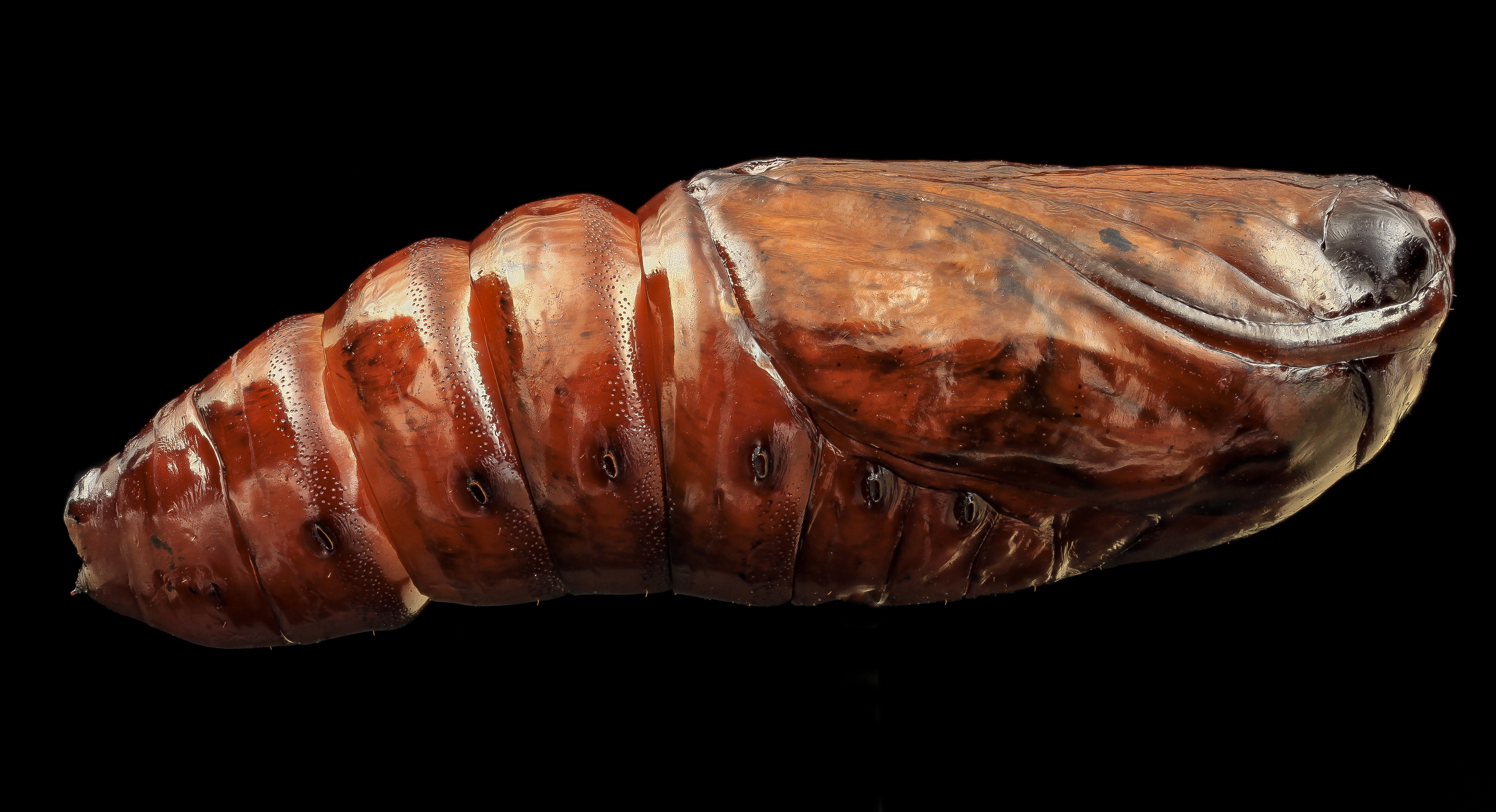
Nhộng